# 德奥里亚
德奥里亚（Deoria），是印度北方邦Deoria县的一个城镇。总人口104222（2001年）。

## 人口
该地2001年总人口104222人，其中男性54737人，女性49485人；0—6岁人口13463人，其中男7009人，女6454人；识字率73.06%，其中男性为78.98%，女性为66.52%。